# Nassogne
Nassogne ist eine belgische Gemeinde in der Provinz Luxemburg.
Sie besteht aus den Ortschaften Nassogne, Ambly, Bande, Forrières, Grune, Harsin, Lesterny und Masbourg.
Der Heilige Monon starb um 645 bei Nassogne.

## Weblinks

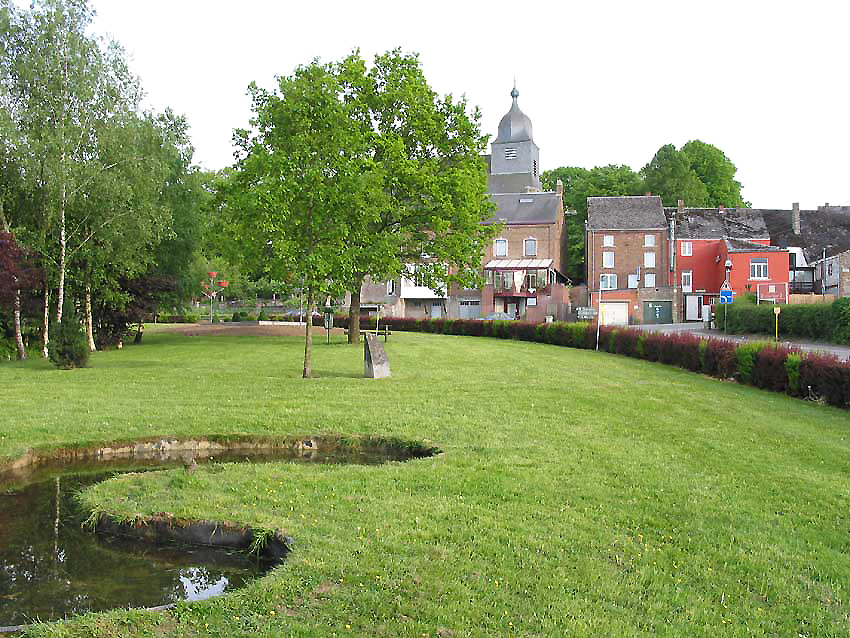
Stiftskirche Saint-Monon